# Carl August Bäckström
Carl August Bäckström, född 15 oktober 1866 i Hjulsjö, Örebro län, död 3 februari 1947 i Stockholm, var en svensk överstelöjtnant i infanteriet och memoarförfattare.
Han var son till brukspatron Carl Alfred Bäckström och Augusta Carlberg. Carl August Bäckström gifte sig 1905 med Valborg Pousette.
Bäckström blev 1888 underlöjtnant vid Nerikes regemente, 1906 kapten i Livregementets grenadjärer, 1909 vid Södermanlands regemente, 1914 major vid Gotlands infanteriregemente, 1916 överstelöjtnant vid Upplands regemente, 1921 i reserven.
Bäckström blev 1892 gymnastikdirektör och 1913 ombud i krigsbefälet. Han var 1916-1919 militärattaché i Bern. Han bidrog 1921 till försvarsrevisionens författning och 1925 till Nationernas förbunds författning i militärkommissionen för Bulgarien. Han blev 1935 ledamot av direktionen för arméns pensionskassa. Han var 1926 och 1935 ordförande i inskrivningsnämnden.
Bäckström tilldelades 1938 Svenska Akademiens skådepenning, 1939 Livregementets grenadjärers förtjänstmedalj i guld och 1942 Kungliga teaterns minnesmedalj i silver.